# Magellantapakul
Magellantapakul (Scytalopus magellanicus) är en fågel i familjen tapakuler inom ordningen tättingar.

## Utseende
Magellantapakulen är liksom många andra arter i släktet Scytalopus en liten och enfärgad skiffergrå fågel. Denna art har dock ofta något ljusare eller mer brunaktig tvärbandning. Vissa fåglar kan också ha silvervitt på hjässan eller några få vita fläckar på huvudet. 

## Utbredning och systematik
Fågeln förekommer i Anderna från centrala Chile och Argentina till Tierra del Fuego. Den behandlas som monotypisk, det vill säga att den inte delas in i några underarter.

## Levnadssätt
Magellantapakulen hittas i bambusnår och andra täta buskmarker vid skogsbryn eller utmed rinnande vattendrag, huvudsakligen i fuktiga områden. Lokalt, mest i Anderna, kan den även påträffas bland stenblock och låga buskage. Den är tillbakadragen och kilar kvickt runt i bambun likt en mus.

## Status
Arten har ett stort utbredningsområde och internationella naturvårdsunionen IUCN kategoriserar arten som livskraftig. Beståndsutvecklingen är dock oklar.